# Francisco I av Matamba
Francisco I av Matamba, död 1681, var kung av Matamba mellan 1680 och 1681.